# Zdeněk Pazdírek
Zdeněk Pazdírek, né le 13 décembre 1953 à Brno en Moravie, est un patineur artistique tchèque qui représente la Tchécoslovaquie dans les années 1970. Il est double champion de Tchécoslovaquie en 1974 et 1975.

## Biographie

### Carrière sportive
Zdeněk Pazdírek est double champion de Tchécoslovaquie en 1974 et 1975. 
Il représente son pays à sept championnats d'Europe (1970 à Léningrad, 1971 à Zurich, 1972 à Göteborg, 1973 à Cologne, 1974 à Zagreb, 1975 à Copenhague et 1976 à Genève), sept mondiaux (1970 à Ljubljana, 1971 à Lyon, 1972 à Calgary, 1973 à Bratislava, 1974 à Munich, 1975 à Colorado Springs et 1976 à Göteborg) et aux Jeux olympiques d'hiver de 1976 à Innsbruck.
Il arrête sa carrière sportive après les mondiaux de 1976.

### Reconversion
Après sa carrière sportive, Zdeněk Pazdírek part en tournée professionnelle avec Holiday on Ice de 1981 à 1989. 
Il enseigne le patinage au Skating Club de Coquitlam en Colombie-Britannique au Canada. Il a entraîné le taïwanais Jordan Ju et la canadienne Larkyn Austman.

### Famille
Zdeněk Pazdírek épouse la patineuse artistique britannique Karena Richardson (1959-).

## Palmarès
| Compétitions                    | 1970    | 1971    | 1972    | 1973    | 1974    | 1975    | 1976    |  |  |  |  |  |  |  |  |
| Jeux olympiques d'hiver         |         |         |         |         |         |         | 12e     |  |  |  |  |  |  |  |  |
| Championnats du monde           | 14e     | 17e     | 12e     | 10e     | 9e      | 11e     | 14e     |  |  |  |  |  |  |  |  |
| Championnats d’Europe           | 15e     | 22e     | 10e     | 10e     | 8e      | 6e      | 7e      |  |  |  |  |  |  |  |  |
| Championnats de Tchécoslovaquie | 2e      | 2e      | 2e      | 2e      | 1er     | 1er     | 2e      |  |  |  |  |  |  |  |  |
|                                 |         |         |         |         |         |         |         |  |  |  |  |  |  |  |  |
| Autres compétitions             | 1969/70 | 1970/71 | 1971/72 | 1972/73 | 1973/74 | 1974/75 | 1975/76 |  |  |  |  |  |  |  |  |
| Skate Canada                    |         |         |         |         | 5e      |         |         |  |  |  |  |  |  |  |  |
| Moscou Skate                    |         | 5e      | 8e      |         |         |         |         |  |  |  |  |  |  |  |  |
|                                 |         |         |         |         |         |         |         |  |  |  |  |  |  |  |  |